# Friedrich von Schellwitz
Friedrich von Schellwitz (* 10. August 1893 in Brieg; † 9. Mai 1978 in Wallgau) war ein deutscher Generalmajor und Kommandeur der 305. Infanterie-Division im Zweiten Weltkrieg.

## Leben
Schellwitz entstammte einer bürgerlichen Familie aus Franken, einzelne Vertreter wurden im 18. Jahrhundert als von Schellwitz nobilitiert und gehörten nun zum jüngeren Briefadel. Er trat nach seiner Kadettenausbildung und dem Ausbruch des Ersten Weltkriegs am 10. August 1914 als Leutnant mit Patent vom 22. Juni 1913 in das Grenadier-Regiment „König Friedrich Wilhelm I.“ (2. Ostpreußisches) Nr. 3 der Preußischen Armee in Königsberg ein.
Nach dem Krieg wurde er in die Reichswehr, später in das Heer der Wehrmacht übernommen und hier am 6. Oktober 1936 Kommandeur des I. Bataillons des Infanterie-Regiments 9 in Potsdam, ab 1. April 1937 als Oberstleutnant. Vom 26. August 1939 über den Beginn des Zweiten Weltkriegs bis zum 13. Januar 1940 war er Kommandeur des Infanterie-Regiments 67 in Berlin-Spandau. Anschließend war er bis 23. August 1941 Kommandeur des Infanterie-Regiments 440 und wurde am 1. April 1940 zum Oberst befördert. Am 16. Dezember 1941 wurde Schellwitz Führer des Infanterie-Regiments 68 bei der 23. Infanterie-Division. Am 30. Oktober 1942 gab er das Kommando ab und wurde am 15. November mit der Führung der 23. Infanterie-Division beauftragt, welche Anfang 1943 an die Ostfront kam. Unter Beförderung zum Generalmajor erfolgte am 1. Januar 1943 seine Ernennung zum Divisionskommandeur. Vom 15. Juli 1943 bis 7. August 1943 wurde er für seinen Urlaub durch Oberst Horst von Mellenthin vertreten. Ende August 1943 gab er das Kommando erneut an von Mellenthin ab. Ab dem 15. Januar 1944 war Schellwitz zum Bevollmächtigten General der deutschen Wehrmacht in Italien kommandiert, um ab 1. Mai 1944 die Geschäfte des Kommandanten von Florenz zu führen. Anfang August 1944 erfolgte die Ernennung zum Befehlshaber der Operationszone Alpenvorland (Militärkommandant 1010), bevor er am 15. November vom Posten abkommandiert wurde. Am 29. Dezember 1944 wurde er Kommandeur der 305. Infanterie-Division (Wehrmacht). Am 23. April 1945 geriet er, zusammen mit seinem Divisionsstab, in der italienischen Gemeinde Magnacavallo, südlich des Po in Gefangenschaft der amerikanischen 88th Infantry Division. Schellwitz wurde 1947 aus der Kriegsgefangenschaft entlassen.
Nach dem Krieg lebte er in Hamburg.

## Schriften
- Das Gefecht von Arys am 7. und 8. September 1914. Verlag Offene Worte, Berlin 1928.